# Shea Fisher
Shea Fisher (* 1988 in Portland, Victoria) ist eine australische Country-Sängerin. Ihren ersten Plattenvertrag hat sie im April 2007 mit ABC Musik Australia abgeschlossen. 

## Biografie
Shea Fishers Vater, Eddie Fisher ist ein bekannter Rodeo-Reiter. Mit drei Jahren nahm Shea an ihrem ersten Barrel Race teil, im Alter von sieben Jahren gewann sie ihr erstes Junior Barrel Race. 1997 gewann sie den National Rodeo Association Junior Barrel Racing Titel.
1998 zog Shea Fisher mit ihrer Familie nach Bellville in Texas, wo ihr Vater an der Bud Light Cup Tour und den PBR Events teilnahm. Shea selbst nahm an den Texas Youth Rodeo Association Events teil. Auch in den USA sammelte Shea einige Titel, unter anderem gewann sie  die Junior Barrel Racing Championship, die Goat Tying Championship und die All Round Championship. Nach einem Rodeounfall ihres Vaters ging die Familie zurück nach Australien. 
2001 sang Fisher beim National Finals Rodeo die australische Nationalhymne. 2004 nahm sie als erstes Mädchen an den APPA National Finals teil; 2005 wurde sie Australian Professional Rodeo Association Junior Barrel Racing Champion. Ab 2006 trat Fisher mit ihrer ersten Band auf Musik-Festivals und Shows der Australian Bushmans Campdraft & Rodeo Association (ABCRA) auf. 2007 erschien Fishers erstes Album Everyday Girl.

## Diskographie

### Alben
- 2007: Everyday Girl
- 2009: Shea

### Singles
- 2007: Everyday Girl
- 2007: Just The Excuse
- 2009: Don’t Chase Me
- 2009: Suitcase
- 2016: Tough
- 2016: Tattoo
- 2020: Imagine
- 2021: Don't Rush
- 2021: Rope Swing